# Signum Magnum
Signum Magnum (latim para um grande sinal) é uma exortação apostólica sobre a consagração à Bem-Aventurada Virgem Maria pelo Papa Paulo VI.  Foi lançado a 13 de maio de 1967 na Basílica de São Pedro em Roma, no 50º aniversário de Nossa Senhora de Fátima, para coincidir com a visita do Papa ao Santuário de Fátima, na Cova da Iria, Portugal.

## Conteúdo
O título se refere a Apocalipse 12, 1 "Um grande sinal apareceu no céu, uma mulher vestida de sol, com a lua sob os pés e na cabeça uma coroa de doze estrelas." 
Signum Magnum começa afirmando que a honra é concedida a Maria ao longo da história, e afirma: "A maternidade espiritual de Maria transcende as fronteiras de tempo e espaço. Faz parte da história da Igreja para sempre, porque ela nunca cessa de exercer o seu ofício materno e de nos ajudar".
Signum Magnum cita repetidamente a Lumen gentium e estende o ensinamento sobre a Virgem Maria, Mãe da Igreja. Dirigido aos bispos católicos de todo o mundo, Paulo exorta "todos os filhos da Igreja a renovarem pessoalmente a sua consagração ao Imaculado Coração da Mãe da Igreja".

## Canto
Signum Magnum é também o título do Canto Gregoriano para a Introdução da Festa da Assunção da Virgem Maria, em 15 de agosto. É semelhante ao Puer Natus, o canto usado para o Introit para o dia de Natal. Alegre, enquanto observa a solenidade da festa, Signum Magnum é tirado do início de Apocalipse 12 na Sagrada Escritura.